# ویجی پراکاش شارما
ویجی پراکاش شارما (به هندی: डॉ. विजय प्रकाश शर्मा Vijay Prakash Sharma)؛ یک انسان‌شناس هندی است که تا سال ۲۰۲۵ حدود ۱۸ کتاب و بیش از ۱۵۰ مقاله تحقیقاتی در مجلات داخلی و بین‌المللی و دایرةالمعارف توسط او ارائه شده است. ازجمله کتاب‌های او: توسعه روستایی در هند. و انسان‌شناسی در هند هستند. او دکترای خود را در زمینه مردم‌شناسی از دانشگاه رانچی در سال ۱۹۸۴ دریافت کرده است.

## کتاب جامعه معاصر هند - در آغاز قرن بیست و یکم

ایالت پنجاب (هند)

جامعه معاصر هند - در آغاز قرن بیست و یکم (به انگلیسی: Contemporary Indian Society: In the Beginning of 21st Century) یکی از آثار اوست که در سال ۲۰۱۵ در ۴۰۸ صفحه توسط انتشارات آنمول در دهلی نو به چاپ رسید.
در هند جامعه ای به نام ماگا/مغان به نام، «برهمن‌های بوجاکا» یا «برهمن‌های شاکادویپا»، وجود دارد. مراکز عمده آنها در راجستان (در گذشته راجپوتانا نامیده می‌شد) در غرب هند و نزدیک گایا (هند) در بیهار است. بر اساس بهاویشیا پورانا و متون دیگر، از آنها دعوت شد تا در ایالت پنجاب (هند) مستقر شوند تا عبادت خدای خورشید (میترا یا سوریا (ایزد) در سانسکریت) را انجام دهند. اعضای جامعه هنوز در معابد خورشید در هند عبادت می‌کنند. آنها همچنین در چندین معبد جین (دین) در گجرات و راجستان کاهنان موروثی هستند. طبق افسانه ای که در بهاویشیا پورانا نوشته شده است سامبا (پسر کریشنا) به جذام مبتلا شد و از طریق پرستش خدای خورشید درمان شد. او معبدی در میتراوانا بر روی چاندراباگا بنا کرد اما برهمن‌ها حاضر نشدند که به عنوان راهب در این معبد کار کنند بنابراین مجبور شد چندین خانواده از ماگا برهمانا‌های خورشیدپرست، نوادگان «جاراسبدا» (یعنی جالاگامبو जलगम्बु پسر سوریا (ایزد)، جاراساستر، ظاهراً این نام شباهت با نام زرتشت دارد) را از یک منطقه به نام Sakadvipa بیاورد و آنها را در «سامبپورا» (مولتان) که توسط او ساخته شده است، ساکن کند. برخی از آداب و رسوم خاص ماگا برهماناها، مانند بستن کمربند به نام آویانگا avyanga، که با بستن کمربندی به نام کستی در بین زرتشتیان شباهت دارد، داشتن ریش، غذا خوردن در سکوت، ممنوعیت دست زدن به اجساد، استفاده از برسم (شاخه‌های بریده از درخت) یا استفاده علف کوشا و غیره جای هیچ شکی باقی نمی‌گذارد که آنها خورشیدپرستان باستانی ایران بوده‌اند.
ماگاها در سامبپورا که امروزه به عنوان مولتان در ایالت پنجاب (پاکستان) شناخته می‌شود، محدود نشدند، جایی که جهانگرد و راهب چینی هیون تسیانگ یک معبد بزرگ خورشید را در قرن هفتم دید. آنها به زودی در سایر مناطق هند گسترش یافتند. آنها به نجوم و طالع بینی کمک زیادی کردند. اخترشناس و ریاضی‌دان معروف واراهامیهیرا ‏ (۵۰۵–۵۸۷ میلادی) خودش یک ماگا بود. مهم‌ترین مشارکت کاهنان مغ (که در برخی از متون بومی به مقام برهمانا ارتقاء یافتند) معرفی شکل خاصی از پرستش خورشید بود که با شکل باستانی متفاوت است. نوادگان ماگاس در جاهای مختلف به نام‌های مختلف شناخته می‌شوند. در راجپوتانا (امروزه با نام سند) به آنها بوجاکا می‌گویند. آنها در بنگال به عنوان گراهام ویپرا (graham-vipras) و آچاریا برهمانا (Acharya Brahmanas) شناخته می‌شوند که به طالع بینی و علم سیارات علاقه دارند. عده زیادی هم از آنان هستند که به حرفه‌های دیگری به غیر از راهبی پرداختند. تمرکز عمده ساکادویپی‌ها در پادشاهی ماگاد (محلی که ماگاس را در خود جای داده است) بود که به نام قلمرو ماگا-برهمانا نامگذاری شده است.
تمرکز عمده برهمن‌های شاکادویپا در امپراتوری ماگدها (گسترش پیرامون ۱۲۰۰ پیش از میلاد–۳۲۲ پیش از میلاد، محلی که ماگاس را در خود جای داده است) بود که به نام قلمرو ماگا-برهمانا نامگذاری شده است. در اینجا ۷۲ شهرک روستایی به آنها اختصاص داده شد. به تدریج به گوشه و کنار کشور مهاجرت کردند. شاکادویپا‌ها حتی امروز نیز بسیار مورد احترام برهمن‌ها در بیهار هستند. برخی از گروه‌های کاست در هند درون‌همسر هستند، اما برخلاف این گونه گوتراها، آنها برون‌همسری را به شدت انجام می‌دهند و به آن اهمیت زیادی در ازدواج می‌دهند. آنها تا زمان حکومت بریتانیا در هند، راهبان بسیاری از پادشاهی‌های هند بودند. اکثر آنها مهاجرت اسطوره ای خود را به یاد می‌آورند و به آن افتخار می‌کنند. آنها انجمن‌های خود را به نام «برهمن‌های شاکادویپا ماهاسابها» تقریباً در همه مکان‌های زیستگاه خود را دارند.